# Davide Gualtieri
Davide Gualtieri (* 27. April 1971 in Stadt San Marino) ist ein ehemaliger san-marinesischer Fußballspieler und heutiger -trainer. Gualtieri erlangte Bekanntheit, als er in einem WM-Qualifikationsspiel gegen England das seinerzeit schnellste Tor in der Fußball-Weltmeisterschafts-Geschichte erzielte.

## Karriere

### Vereine
Gualtieri spielte im Laufe seiner Karriere für AC Juvenes/Dogana, SS Pennarossa und SP Tre Penne. Seine erfolgreichste Zeit hatte er bei SP Tre Penne, für die er in 168 Spielen 50 Tore erzielte und mit ihnen im Jahr 2005 den Titel im Trofeo Federale gewann, dem san-marinesischen Supercup.

### Nationalmannschaft
Zwischen den Jahren 1993 und 1999 spielte Gualtieri neunmal für die san-marinesische Fußballnationalmannschaft.
International bekannt wurde er für sein Tor gegen die englische Fußballnationalmannschaft im WM-Qualifikationsspiel für die Fußball-Weltmeisterschaft 1994. Das Spiel fand am 17. November 1993 im Stadio Renato Dall’Ara in Bologna statt. Die Mannschaft aus San Marino hatte Anstoß und spielte den Ball schnell nach vorne. Ein für Gualtieri bestimmter Kurzpass wurde jedoch zu lang gespielt. Daraufhin wollte der englische Spieler Stuart Pearce den Ball zu seinem Torwart zurückpassen, doch der Pass war zu schwach. Der heranstürmende Gualtieri nutzte dies und schoss aus kurzer Distanz ins Tor. Zum Zeitpunkt des Tores waren lediglich 8,3 Sekunden der Spielzeit vergangen. Es war seinerzeit das schnellste Tor in der Geschichte der Fußball-Weltmeisterschaft.
Der BBC-Reporter John Motson schilderte in seiner Fernsehreportage die ersten Sekunden des Spiels wie folgt: „So the stage is set for England’s last and decisive match in this World Cup qualifying group. England in red, San Marino in blue, England needing to win by a seven-goal margin and hope that Poland can do them a favour against Holland. […] And Bacciocchi, number nine, picks the ball up straight away and San Marino launch the first attack … oh, and a mistake by Stuart Pearce … and San Marino have scored! … I don’t believe this!“
Obwohl England das Spiel noch mit 7:1 gewonnen hatte, lautete die Schlagzeile in der Tageszeitung Daily Mirror am darauffolgenden Tag: The End of the World!, da England die Qualifikation verpasst hatte.
Für sein Tor ist Gualtieri in ganz San Marino bekannt. Als Anerkennung für seine Leistung verlieh ihm das Nationale Olympische Komitee eine Silbermedaille.
Gualtieris Bestmarke wurde im Oktober 2016 durch den Belgier Christian Benteke übertroffen. Benteke traf während eines WM-Qualifikationsspiels gegen Gibraltar bereits nach 8,1 Sekunden.